# Perfil TORCH
El perfil TORCH, prové de l'acrònim (en anglès) basat en l'aplec de malalties transmeses per la mare al seu fill abans del naixement: T: toxoplasmosi, R: rubèola, C: citomegalovirus i H: herpes. Segons alguns autors la O correspondria a altres infeccions entre les quals inicialment es van incloure varicel·la i sífilis, però que en l'actualitat poden englobar al parvovirus B19, papilomavirus, malària i tuberculosi. Totes aquestes tenen trets comuns:
- La transmissió pot ocórrer per via transplacentària o per contacte directe amb el patogen durant el part.
- La font d'infecció fetal és la virèmia, bacterièmia o parasitèmia que es produeix en la dona embarassada durant una infecció primària, que sol ser més infectiva per al fetus, o durant una infecció crònica.
- La malaltia sol passar inadvertida o ser poc simptomàtica en la mare, excepte en mares immunocompromeses en les quals aquestes infeccions són més freqüents i greus.
- El diagnòstic és serològic o per tècniques de biologia molecular (PCR) o cultiu cel·lular.
- L'expressió clínica és similar en totes aquestes, però amb ampli marge de variabilitat. En general quan la infecció ocorre abans de les 20 setmanes, és més greu i ocasiona malformacions múltiples. Si té lloc en èpoques posteriors, durant el període fetal, pot ser causa de prematuritat, pes baix, alteracions del sistema nerviós central, etc. I si ocorre poc abans del part pot presentar-se en forma de sèpsia amb mal estat general, icterícia, hepatosplenomegàlia, pneumonitis, etc. i en l'analítica sanguínia solen aparèixer anèmia i trombopènia. Finalment algunes d'aquestes poden ser asimptomàtiques en el període neonatal i produir seqüeles sobretot neurosensorials en èpoques posteriors de la vida.

## Quadre clínic
El quadre clínic es caracteritza perquè el fetus o nounat presenta un conjunt de símptomes compatible amb una infecció congènita que inclou: rash, hepatoesplenomegàlia, hidrocefàlia o microcefàlia, alteracions cardiovasculars, auditives i oculars.